# Телеграфная улица (Шувалово)
Телегра́фная улица — проезд в МО Шувалово-Озерки, в Выборгском районе города Санкт-Петербурга. Проходит по территории исторического района Шувалово из тупика до Первомайской улицы. Параллельна Елизаветинской улице.

## История
Улица известна с конца XIX века как Михайловская улица. Прежнее название происходит от имени землевладельца. 27 февраля 1941 году улицу переименовали в Телеграфную (в рамках борьбы с повторяющимися названиями). Этимология современного наименования улиц связана с 37-м отделением связи (почтовое отделение), которое располагалось на Елизаветинской улице до 1990-х годов. 12 июня 1972 года наименование Телеграфная улица было упразднено, а 7 июля 1999 года восстановлено.

## Пересечения
Телеграфная улица формально ограничивается Семёновской, Елизаветинской улицами (в южной части) и Первомайской улицей (на север-востоке). На всём протяжении Телеграфная улица не пересекает другие проезды.

## Транспорт
Ближайшая станция метро — «Озерки» 2-й линии Петербургского метрополитена.
По Телеграфной улице не осуществляется движение общественного транспорта. Ближайшие остановки наземного общественного транспорта расположены на Выборгском шоссе: «Елизаветинская улица» (автобусная), «Елизаветинская улица» (трамвайная). В данных пунктах осуществляют остановку автобусы №№ 109, 109Б, 110, 673, трамвай № 58. Западнее Телеграфной улицы расположена станция «Шувалово» Октябрьской железной дороги.

## Достопримечательности и примечательные объекты
- ЖК «Золотой квартет»
- Нижнее Большое Суздальское озеро